# 貝爾格萊德停戰協定
貝爾格萊德停戰協定是一份由第一次世界大戰中的協約國和屬於中央同盟的匈牙利王國達成的停戰協定，旨在中止雙方之間的戰爭狀態。該條約在1918年11月13日、在德國停戰的兩天後，於塞爾維亞王國首都貝爾格萊德簽署。該協議主要由協約國東方戰線指揮官、法國元帥路易·弗朗谢·德斯佩雷和時任總理卡羅伊·米哈伊在11月7日談判達成，並在13日由保羅·普羅斯珀·亨利代表法國、吉沃因·米希奇代表塞爾維亞為一方，貝拉·林德代表匈牙利作為另一方簽署。
此停戰協定劃定了一個軍事分界線，標注了匈牙利武裝部隊在此線以南的部署限制。它還讓大片外萊塔尼亞的領土脫離匈牙利的控制，包括部分或整個外西凡尼亞、巴納特、巴卡、巴蘭尼亞州，以及克羅埃西亞-斯拉沃尼亞王國；同時，列出了18點條件，詳細說明了協約國賦予匈牙利的停戰義務，包括將匈牙利武裝部隊裁減為八個師，清除水雷，以及向盟軍移交一定數量的車輛、各類船隻、馬匹和其他物資。匈牙利被要求提供人力來作為鐵道僱員和修復戰時對塞爾維亞電報基礎設施造成的損壞。
然而，此停戰協議的條款和盟軍隨後的行動激怒了很多匈牙利民眾，直接導致卡羅伊·米哈伊在簽署停戰協定僅三天后才成立的匈牙利第一共和國垮台。 1919年，匈牙利第一共和國曾短暫地貝共產主義統治的匈牙利蘇維埃共和國所取代。1920年，匈牙利和協約國簽署了特里亞農條約，大部分由分界線確定的盟軍佔領領土（以及一些其他領土）都從匈牙利分離。

## 背景

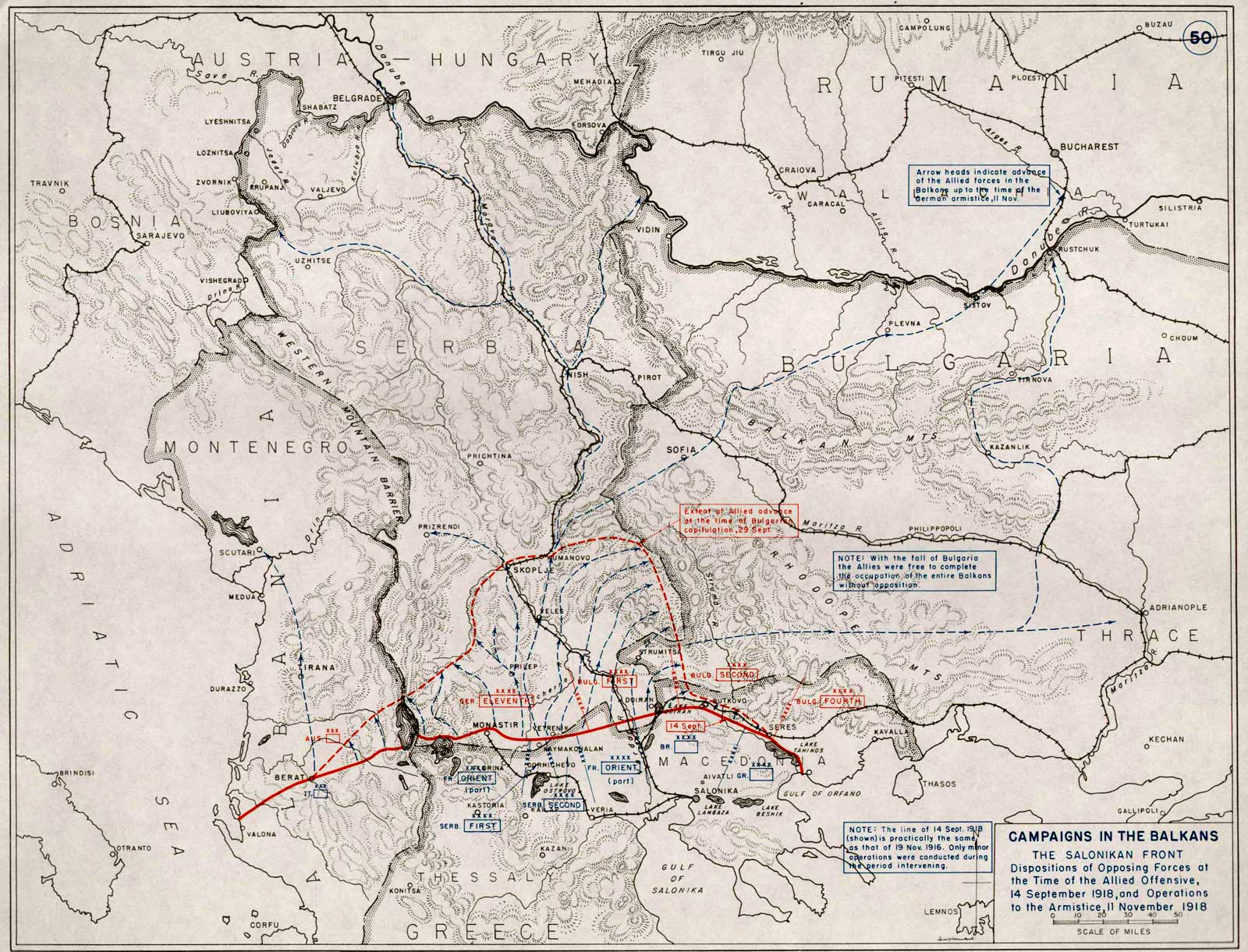
協約國在1918年9-11月在馬其頓前線的進展

1918年9月29日，臨近一戰尾聲，保加利亞在馬其頓戰線崩潰後，與協約國簽署了薩洛尼卡停戰協定，退出了戰爭。由法國將領路易·弗朗谢·德斯佩雷 領導的協約國東方集團軍迅速向北推進，奪回了協約國在1915年市區的領土。在11月1日，塞爾維亞第一軍將領佩塔爾·博約維奇和保羅·普羅斯珀·亨利帶領的東方集團軍收復的塞爾維亞首都貝爾格萊德。在抵達貝爾格萊德後，軍隊停止進攻並在當地修整，僅少部分部隊穿過了多瑙河及薩瓦河，大致推到了塞爾維亞戰前與奧匈帝國的邊界。
1918年10月下旬，卡爾一世曾提議將奧匈帝國聯邦化，但仍然無法阻止該國急速的瓦解。 聖史蒂芬王冠領的政府在10月28日至31日紫菀革命中被推翻，由米哈伊領導的匈牙利國民議會取而代之；而米哈伊在當時是匈牙利最受歡迎的政客之一 。同時，克羅埃西亞-斯拉沃尼亞斷絕了與奧匈帝國的法律聯繫。斯洛文尼亞人、克羅地亞人和塞爾維亞人國也在當時獨立。 随着新政府取得政權，在首都以外的地區发生了暴動，數以萬計的。數以萬計的逃兵，被稱為綠色衛隊，為了維生而四處搶劫。。  11月6日至9日，斯洛文尼亞人、克羅地亞人和塞爾維亞人國的代表在瑞士日內瓦會見了塞爾維亞總理尼古拉·帕西奇，討論了創建統一的南斯拉夫國家的事項。

## 協議條款

此停戰協定有18個條款。第一條規定了分界線，沿著索梅什河上游，然後轉向比斯特里察，然後向南到達穆列什河，並沿其河道與蒂薩匯合，從那裡向西至蘇博蒂察、巴哈和佩奇，然後到達德拉地亞-斯拉沃尼亞邊境為界。此停戰協定規定，協約國的武裝部隊將佔領軍事分界線以東、南的领土；匈牙利的警察和宪兵部队将保留一定數量，以维持公共秩序，一些军队部队将负责守卫铁路。第九條要求匈牙利在指定地点交出武器和其他所規定的物资，以供洩慾國軍隊使用。第十條要求立即释放協約國的战俘，但匈牙利一方的戰俘將被繼續羈押。
協議第二條將匈牙利的武裝部隊規模限制在8個師、約8萬人，具體為六个步兵师和两个骑兵师。第三点允许盟军占领匈牙利的任何地方，并可以使用匈牙利任意的交通工具用于军事目的。根据第十一條和第十六條，驻扎在匈牙利领土上的德国军队必须在1918年11月18 日之前撤离。匈牙利将廢止對德國的所有條約，禁止运输部队和武器或德国进行任何軍事上的通訊。第十四條要求匈牙利將所有邮局和电报局遞交於協約國的控制之下。此外，根据第七條，匈牙利必須提供一支電報部隊和修复塞尔维亚邮政和电报服务所需的資源。
1. ↑  Krizman 1970，第67–68頁.
2. ↑  Lendvai 2003，第365頁.
3. ↑  Ramet 2006，第42–43頁.
4. ↑  Beneš 2017，第215–217頁.
5. ↑  Ramet 2006，第43頁.
6. ↑  Krizman 1970，第85–86頁.
7. ↑  Krizman 1970，第86–87頁.